# Myrsine vescoi
Myrsine vescoi är en viveväxtart som beskrevs av Emmanuel Drake del Castillo. Myrsine vescoi ingår i släktet Myrsine och familjen viveväxter. Inga underarter finns listade i Catalogue of Life.